# Olivier de Laurens-Castelet
Alphonse, Auguste, Olivier marquis de Laurens-Castelet, né le 9 avril 1844 à Toulouse et mort le 15 mai 1923 à Montréal, est un homme politique français.

## Biographie
Élève de l'école de Saint-Cyr, il en sorti sous-lieutenant au 1er régiment de hussards. Chef d'escadron, il devint maire de Puginier en remplacement de son père.
Il est député de l'Aude de 1902 à 1906.

## Généalogie
- Il est fils de Charles de Laurens-Castelet (1812-1902) et de Jeanne Viviès (°1820) ;
- Il épouse en 1871 Berthe de Lacoste de Belcastel (°1850), dont :
  - Jeanne (°1872) ;
  - Pierre (1876-1942), officier de Marine

## Sources
- « Olivier de Laurens-Castelet », dans le Dictionnaire des parlementaires français (1889-1940), sous la direction de Jean Jolly, PUF, 1960 [détail de l’édition]